# Wim Hofman
Willem (Wim) Hofman (Oostkapelle, 2 februari 1941) is een Nederlands kinderboekenschrijver, dichter en illustrator.

## Biografie
Na de lagere school ging hij naar het seminarie in Sterksel, omdat hij missionaris wilde worden. Hij begon al vroeg met het schrijven van boeken, en in 1969 werd zijn eerste boek gepubliceerd: Welwel, de zeer grote tovenaar & zes andere doldwaze verhalen over ridders, tovenaars, matrozen, krentenbollen, cowboys, indianen & over een planeet.
Hij is getrouwd, heeft twee kinderen en woont sinds de jaren 70 in Vlissingen. Hofman schrijft niet alleen boeken, hij illustreert ze ook en maakt schilderijen. Hij was lid van de Zeeuwse Kunstkring.

## Werk
Hofmans verhalen hebben vaak sprookjesachtige elementen en lopen niet altijd goed af. Zelf heeft hij hierover gezegd: 
"Ik houd niet van een goede afloop. Waarom willen mensen dat toch? Als iets goed eindigt is het klaar, over, voorbij. Er spreekt ook gemakzucht uit, dat je zomaar wilt stoppen met kijken. Alles wat tot leven is gewekt, wordt in één keer weer afgekapt"
Een aantal van zijn werken zijn met prijzen bekroond. Een boek dat reacties opriep is Wim (1976) een portret van een elfjarige jongen, en zijn belevenissen aan zee, met zijn ouders, en een vriendin met wie hij wegloopt.
Over zijn manier van werken zegt hij: "...Schrijven is moeilijker. Je weet nooit precies waar het heengaat. Als ik teken kan ik ook rustig zitten praten of de tv aan hebben. De hand gaat min of meer zijn eigen gang." Uit het juryrapport van de Max Velthuijs-prijs (2013) citeert de NRC:  „Hij maakt beelden die schuren, werpt weerhaakjes uit die scherp genoeg zijn om stevig vast te haken ‒ een mensenleven lang.”
In opdracht van het Gemeentemuseum Den Haag maakt Hofman in 2014 Puzemuze, of op weg naar Rothko. Hij liet zich inspireren door de schilderijen van Mark Rothko. Het boek verscheen in de serie Kinderkunstboeken ter gelegenheid van de Mark Rothko-tentoonstelling. Tegelijkertijd werden in de kindermuseumzaal van het Gemeentemuseum Den Haag de illustraties van Puzemuze geëxposeerd.

## Prijzen

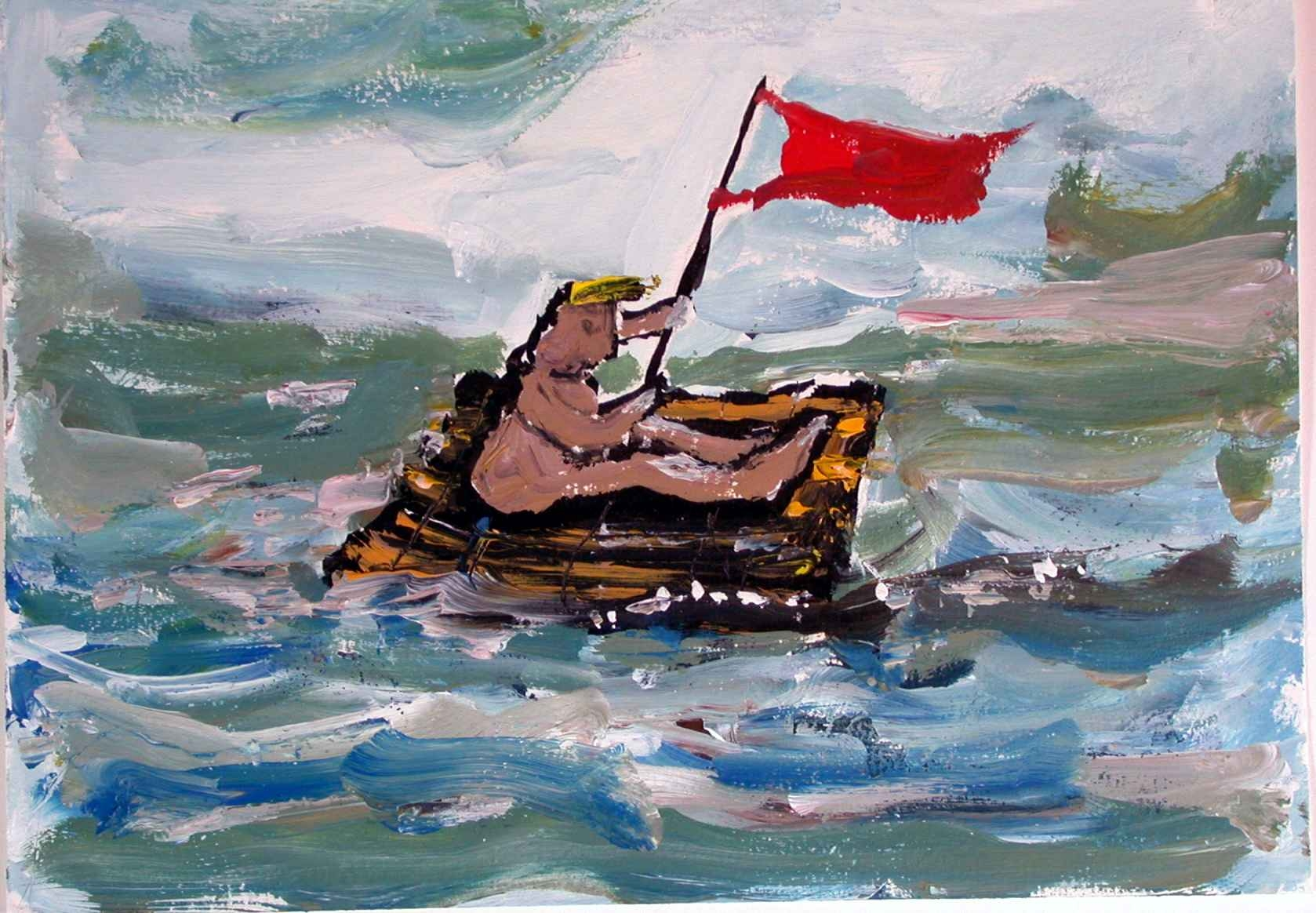
illustratie voor Het Vlot foto & collectie: Zeeuws maritiem muZEEum.

- 1974 Gouden Penseel voor Koning Wikkepokluk de merkwaardige zoekt een rijk
- 1977 Zilveren griffel en Nienke van Hichtumprijs voor Wim (1976)
- 1984 Gouden Penseel en Zilveren griffel voor Aap en beer : een ABC boek (1983)
- 1986 Vlag en Wimpel (tekst) voor Straf en andere verhalen (1985)
- 1987 Zilveren Griffel voor Zip en andere verhalen (1986)
- 1988 Vlag en Wimpel (tekst) voor Uk en Bur (1987)
- 1989 Gouden Griffel voor Het vlot (1988)
- 1990 Vlag en Wimpel (tekst) voor Grote Pien en Kleine Pien (1989)
- 1991 Theo Thijssen-prijs voor het hele oeuvre
- 1992 Vlag en Wimpel (illustraties) voor In de stad (1991)
- 1998 Gouden Griffel en Woutertje Pieterse Prijs voor Zwart als inkt is het verhaal van Sneeuwwitje en de zeven dwergen (1997)
- 2001 Thermphos Cultuurprijs Vlissingen
- 2002 Zeeuwse prijs voor Kunsten en Wetenschappen
- 2013 Max Velthuijs-prijs
- 2021 Zeeuwse Boekenprijs voor We vertrekken voordat het licht is[5]

## Overige bibliografie
- 1969 Welwel, de zeer grote tovenaar en zes andere doldwaze verhalen voor kinderen van 6 tot 36 jaar en ouder
- 1972 Het eiland Lapje Loem
- 1975 De mist in
- 1977 Mijnheer Gregoor, met de hand gezet en gedrukt, uitgever: De oude degel, Eemnes, oplage: 453ex, 1-28 genummerd voor de auteur
- 1978 Het tweede boek over Wim, uitgever: Van Holkema & Warendorf, Bussum, 137 blz. (2e druk: 1979, 3e druk 1994)
- 1979 Wim und Johnny, aus dem Niederländischen von Hedwig von Bülow, uitgever: Tabu Verlag, München
- 1979 Ansje Vis en Matje Klop
- 1979 De bochel poëzie, tekst: Anton van Kraaij, tekeningen: Wim Hofman, uitgever: Zeeuws Kunstenaarscentrum, Middelburg
- 1980 De stoorworm
- 1982 Van a tot z
- 1984 Aap en beer of reis
- 1986 Miep en ik
- 1991 Suusje Olipietz, Klein Duimpje, Het geheim van de inktvis, De dochters van de kolenboer en andere verhalen, Op zoek naar het beulszwaard : het museumwetebeesje in Zeeland, De kerstreis
- 1992 Naar luilekkerland
- 1993 Het kerstverhaal, De jongen die op reis ging om te leren griezelen
- 1996 De toren van Babel was formidabel : het Oude testament in rijm en prent
- 1997 Mijn buik is van boek
- 1999 Wie weet nog waar we zijn? : gedichten, tekst: Johanna Kruit, tekeningen: Wim Hofman, uitgever: Leopold, Amsterdam
- 2000 Luiken open, poëzie, Jacques Prévert, vertaald uit het Frans door Wim Hofman, uitgever: Querido
- 2000 Gered!, Aap en beer gaan op reis
- 2001 Het bos in, Zip
- 2001 We schilderen een vogel, poëzie, Jacques Prévert ; vertaald uit het Frans en geïllustreerd door Wim Hofman, uitgever: Querido
- 2002 Ik vlieg, ik vlieg!, Kleine Pien op reis
- 2002 Opa, hou jij het nog vol? : een bloemlezing met 100 gedichten over opa's en oma's, editeur: Johanna Kruit, met illustraties van Wim Hofman
- 2003 De hut in het bos, Wat we hadden en wat niet
- 2003 Alle gorgelrijmen, poëzie, auteur: C. Buddingh', met tekeningen van Wim Hofman, nawoord van Wim Huijser
- 2005 Na de storm, poëzie, uitgeverij Querido
- 2006 Van Aap tot Zip
- 2008 Het Rijk van Heen en Weer
- 2009 Omdat ik vannacht niet slapen kan, poëzie, uitgeverij Perfect Service
- 2009 Op zekere dag ziet u plotsklaps de ware liefde, poëzie, uitgeverij Querido
- 2010 De nieuwe Zeeuwse nachtegaal : 60 jaar poëzie in het Zeeuws Tijdschrift, 1950-201, met: Paulus Gerardus Eugène Irmgardus Johannes van der Velde (1955-) 
  - Bevat een index op alle poëzie in het Zeeuws Tijdschrift van jrg. 1 (1950) t/m jrg. 60 (2010)
- 2013 Laat ons drinken
- 2014 Puzemuze, of op weg naar Rothko
- 2016 Bramen plukken, tekst en illustraties: Wim Hofman, uitgever: uitgeverij Den Boer & De Ruiter, Vlissingen, 175 blz.
- 2019 Een taart zonder kaarsjes, poëzie, Eva Gerlach, Wim Hofman, Bart Moeyaert & Anne Caesar van Wieren (illustraties)
- 2021 We vertrekken voordat het licht is, uitgeverij Querido, Amsterdam, 219 blz.
- 2021 Er is altijd wel iemand : een keuze uit eigen werk, poëzie, uitgeverij Rainbow bv
- 2021 In de sneeuw geboren, uitgave voor de 27e editie van de Week van het Zeeuwse boek,

## Boeken over Wim Hofman
- De kleine Hofman: Wim Hofman's werk van A-Z. Eindredactie: Ida Schuurman. Openbare bibliotheek Vlissingen (1991)
- Wim zonder titel. Jan van Damme en Ernst Jan Rozendaal. den Boer, de Ruiter (z.j. ...2006)